# Westfalen-Kolleg Dortmund
Das Westfalen-Kolleg Dortmund (WKDO) ist ein Weiterbildungskolleg in Trägerschaft der Stadt Dortmund und somit eine Schule des Zweiten Bildungswegs. Es wurde 1961 gegründet und umfasst inzwischen drei Bildungsgänge:
- Der Bildungsgang Kolleg führt in vier Semestern zur Fachhochschulreife und in sechs Semestern zur Allgemeinen Hochschulreife (Abitur) und findet im Rahmen von Ganztagsunterricht statt.
- Seit 2002 kann man in einem sogenannten Blended-Learning-Format mit Präsenzunterricht am Wochenende im Bildungsgang Abitur-Online das Abitur erlangen.
- Seit der Fusion mit dem Abendgymnasium Dortmund 2016/17 gibt es auch einen abendgymnasialen Zweig, in dem klassisch in Abend- oder Vormittagsunterricht das Abitur berufsbegleitend nachgeholt werden kann.

Zusätzlich gibt es besondere Kurse für beruflich Reisende, etwa Artisten und Schausteller. Das Westfalen-Kolleg hält auch Abiturprüfungen für Nichtschüler ab.

## Aufnahmebedingungen
Die Ausbildung am Westfalen-Kolleg Dortmund kann sowohl im Sommer- als auch im Wintersemester begonnen werden. Voraussetzung ist ein Mindestalter von 18 Jahren sowie eine abgeschlossene Berufsausbildung oder zweijährige Berufstätigkeit. Die Studierenden erhalten staatliche Förderung nach dem Bundesausbildungsförderungsgesetz (BAföG). Diese wird elternunabhängig erteilt und ist nicht rückzahlungspflichtig.

## Einrichtungen
Eine Cafeteria dient neben der Versorgung der Studierenden regelmäßig auch als Raum für interne wie externe Veranstaltungen, wie z. B. dem Physiklehrertag oder regelmäßigen Kollegpartys. Die Schule nutzt das Kursmanagementsystem Moodle als Lern- und Austauschplattform. Daneben existiert noch eine Schülerbücherei und eine Schülervertretung. Alle Klassen- und Fachräume sind mit moderner Medientechnik ausgestattet. Zugleich ist ein flächendeckendes WLAN mit einer Breitbandverbindung zum Internet vorhanden.

## Schulprogramm
| Das Westfalen-Kolleg bietet für ein Weiterbildungskolleg eine überdurchschnittlich hohe Fächervielfalt. So werden neben vielen normalen Fächern auch eher selten angebotene Fächer wie Soziologie, Volkswirtschaftslehre und Russisch angeboten. - Cambridge First Certificate und Business English - Diplôme d’Etudes en langue française – Diplôme approfondi de langue française - Diplomas de Español como Lengua Extranjera - TRKI – Russisches Sprachzertifikat | - Astronomie - Kunst - Gesang - Philosophie - Theater - Schule ohne Rassismus / Erinnerungsarbeit - Honigbienen - Urban Gardening |
| - Besondere Vorkurse für Zugereiste seit 2015, die mit besonderer Unterstützung im Fach Deutsch (DaF/DaZ) den Übergang in die regulären Bildungsgänge ermöglichen - Vertiefungskurse in Deutsch, Mathematik und Englisch - Mathe AG - Talentförderprogramme (Schüleruniversität und ProMINat) - diverse individuelle Beratungsprogramme (z. B. Schulsozialarbeit, Studien- und Berufsberatung, erweiterte Individualberatung)                                         | Da das Fach Sport mangels eigener Sporthalle regulär nicht unterrichtet werden kann, bietet die Schule im Rahmen von Arbeitsgemeinschaften diverse Sportarten an, z. B. Badminton, Basketball, Hockey und Klettern. Jedes Jahr findet eine Fahrt in den englischsprachigen Raum statt. Außerdem gibt es regelmäßige Fahrten zu Gedenkstätten im Rahmen der Erinnerungsarbeit sowie einzelne Kursfahrten im Rahmen des Sprachenprogramms oder der Leistungskurse. |

## Sonstiges
- Solarkraftwerk: Die Schenker GmbH hat sich finanziell am Aufbau des 5,4kWp Solarkraftwerks des Westfalen-Kollegs beteiligt.
- Initiativkreis Rheinische Straße: Gründungsmitglied im 'Initiativkreis Rheinische Straße' für die gemeinschaftliche Stadtteilarbeit im Rahmen des Projektes „Soziale Stadt“.
- Verleihung des Agenda Siegels für Nachhaltigkeit der Stadt Dortmund im Dezember 2018 für die Urban-Gardening AG sowie die Schülerfirma.
- Erfolgreiche Teilnahme an der Klima Challenge Ruhr 2019.

## Partnerschaften und Kooperationen
Das Westfalen-Kolleg Dortmund unterhält Partnerschaften und Kooperationen zu unterschiedlichen Schulen und Einrichtungen weltweit.
| - 1st Epal of Katerini in Griechenland - Abendrealschule Dortmund - Institut für Schulentwicklungsforschung (IfS) - ISAS – Institute for Analytical Sciences - Klaipėdos Naujakiemio suaugusiųjų vidurinė mokykla in Klaipėda, Litauen - Liepājas Vakara maiņu vidusskola in Liepāja, Lettland | - Rapla Täiskasvanute Gümnaasium in Rapla, Estland - Ruhr-Universität Bochum - Schule für Cirkuskinder - Verein „die Urbanisten“ - Ventspils Vakara Vidusskola in Ventspils, Lettland - Volkshochschule Dortmund (VHS) - Wiener Berufsschule für Bürokaufleute in Wien, Österreich |

## Bekannte ehemalige Schüler
- Fritz Eckenga (* 1955), Kabarettist
- Peter Orban (1944–2024), Psychotherapeut
- Dieter Wiefelspütz (* 1946), Politiker
- Daniel-Pascal Zorn (* 1981), Philosoph und Publizist